# Hemimacquartia paradoxa
Hemimacquartia paradoxa är en tvåvingeart som beskrevs av Brauer och Julius Edler von Bergenstamm 1893. Hemimacquartia paradoxa ingår i släktet Hemimacquartia och familjen parasitflugor. Arten är reproducerande i Sverige. Inga underarter finns listade i Catalogue of Life.